# Lar (flygplats)
Lar är en flygplats i Iran. Den ligger i den södra delen av landet, 900 km söder om huvudstaden Teheran. Lar ligger 804 meter över havet.
Terrängen runt Lar är kuperad västerut, men österut är den platt. Runt Lar är det glesbefolkat, med 15 invånare per kvadratkilometer. Närmaste större samhälle är Laţīfī, 1,8 km norr om Lar. Trakten runt Lar är ofruktbar med lite eller ingen växtlighet.